# Steingrímur Jóhannesson
Steingrímur Jóhannesson (14 giugno 1973 – 1º marzo 2012) è stato un calciatore islandese, di ruolo centrocampista.